# Гойвік
Гойвік (фар. Hoyvík, дан. Højvig) — третє за величиною місто на Фарерських островах — автономного регіону Королівства Данії, знаходиться на південно-східному узбережжі острова Стреймой, північне передмістя Торсгавна.
Населення — 3 805 (1 січня 2015).